# Dederkały Wielkie

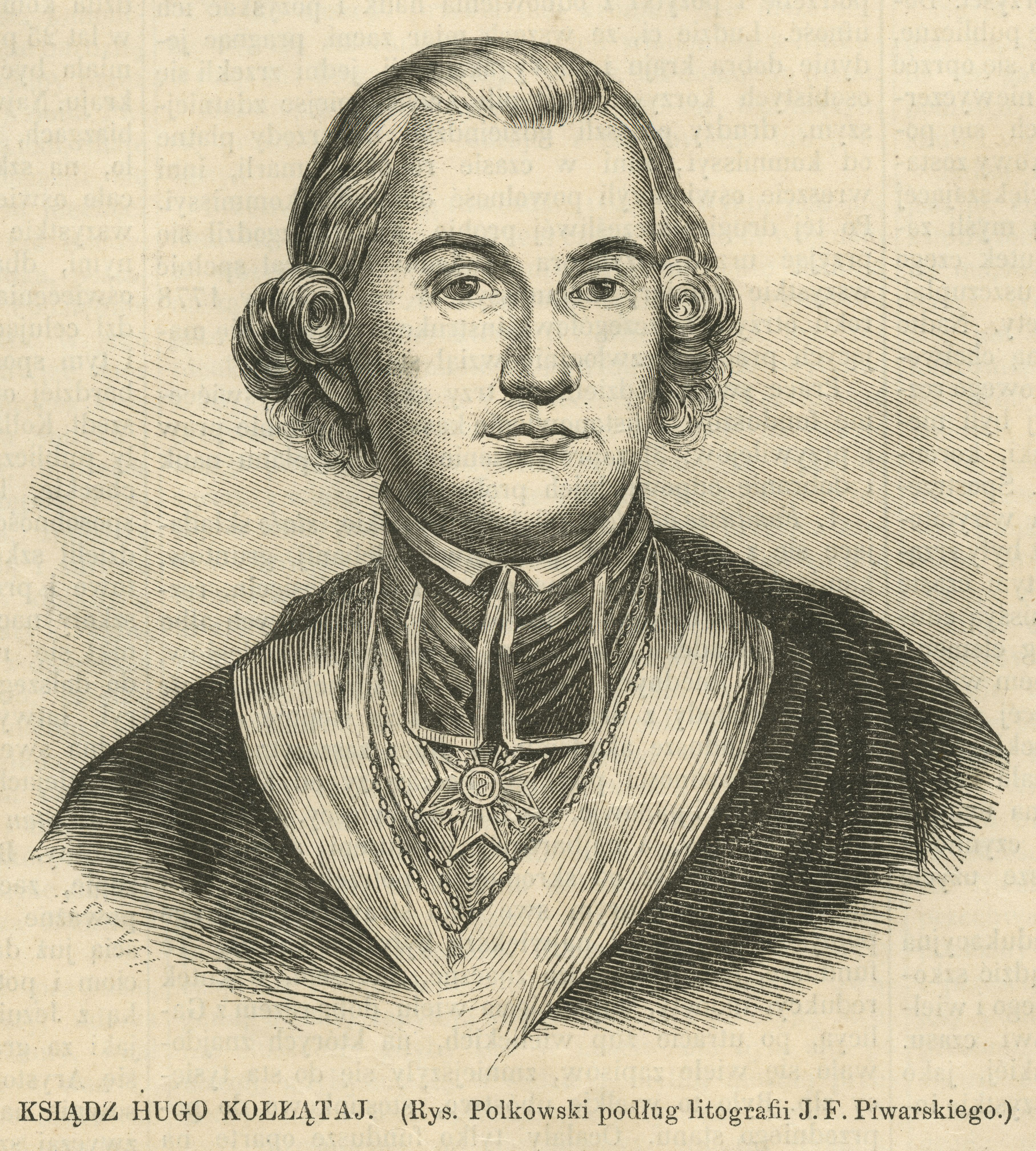
Ksiądz Hugo Kołłątaj

Dederkały Wielkie (ukr. Великі Дедеркали) – wieś w zachodniej części Ukrainy, na granicy Wołynia i Podola, w rejonie krzemienieckim obwodu tarnopolskiego. Miejsce urodzin Hugona Kołłątaja, podkanclerzego koronnego.
W latach 1919–1939 w granicach Polski, siedziba gminy wiejskiej Dederkały w powiecie krzemienieckim województwa wołyńskiego. Miejscowość była jednym z garnizonów macierzystych Batalionu KOP "Dederkały" i 3 szwadronu kawalerii KOP. Podczas II wojny światowej, we wrześniu 1939 zajęta przez ZSRR i włączona następnie w składzie Ukrainy Zachodniej do ZSRR. W latach 1940–1961 siedziba rejonu dederkalskiego.
Do 1939 roku w miejscowości funkcjonował klub piłkarski WKS Dederkały.